# Le Grand-Bornand
Le Grand-Bornand település Franciaországban, Haute-Savoie megyében. Lakosainak száma 2054 fő (2022. január 1.). Le Grand-Bornand La Clusaz, Glières-Val-de-Borne, Le Reposoir, Saint-Jean-de-Sixt, Sallanches és Mont-Saxonnex községekkel határos.

## Népesség
A település népességének változása:
| Lakosok száma | 2195 | 2154 | 2182 | 2118 | 2118 | 2096 | 2082 | 2068 | 2054 |
|               | 2013 | 2015 | 2016 | 2017 | 2018 | 2019 | 2020 | 2021 | 2022 |